# Jan Jílek (rozhodčí)
Jan Jílek (* 5. června 1973) je český fotbalový rozhodčí. V české lize soudcoval 209 utkání v 15 sezónách. Byl také šéfem jihočeské sekce FAČR.
Svou kariéru rozhodčího v nejvyšší české soutěži začal v sezóně 2004/05. V lednu 2019 ukončil ve věku 45 let kariéru rozhodčího.
V letech 2007 až 2010 působil jako rozhodčí FIFA.

## Statistiky
| Sezóna  | Hl. rozhodčí | Asistent |
| ------- | ------------ | -------- |
| 2004/05 | 1            | 2        |
| 2005/06 | 20           | 0        |
| 2006/07 | 21           | 0        |
| 2007/08 | 22           | 0        |
| 2008/09 | 14           | 0        |
| 2009/10 | 16           | 0        |
| 2010/11 | 5            | 0        |
| 2011/12 | 15           | 0        |
| 2012/13 | 16           | 0        |
| 2013/14 | 16           | 0        |
| 2014/15 | 15           | 0        |
| 2015/16 | 20           | 0        |
| 2016/17 | 18           | 0        |
| 2017/18 | 7            | 0        |
| 2018/19 | 7            | 0        |
| Celkem  | 213          | 2        |